# 東京堂出版
株式会社東京堂出版（とうきょうどうしゅっぱん）は、東京都千代田区にある日本の出版社。株式会社東京堂の子会社である。
『類語辞典』・『外来語辞典』・『反対語大辞典』・『日本俗語大辞典』などの国語系の辞典のほか、『シェイクスピア辞典』・『現代俳句鑑賞辞典』・『水木しげるの妖怪事典』・『心霊研究辞典』・『甲子園高校野球人名事典』・『日本奇術演目大事典』・『家紋大事典』など、異色の辞典・事典の出版でも知られる。
また、日本語や歴史を中心とした人文社会科学、気象を中心とした自然科学、マジックなどの書籍も出版する。

## 沿革
- 1890年（明治23年） - 東京堂創業。小売業を営む。翌年に書籍の取次と出版業を始める。
- 1941年（昭和16年） - 国内の書籍の流通が日本出版配給株式會社に統一されることとなり、取次業を終了する。
- 1964年（昭和39年） - 東京堂出版と東京堂書店に分離、独立。
- 2011年（平成23年）- 株式会社東京堂は、株式会社東京堂出版を子会社に収める。